# Ferland Mendy
Ferland Mendy (Meulan-en-Yvelines, França, 8 de juny de 1995) es un futbolista francès, de pares senegalesos. Juga com a defensa al Reial Madrid Club de Futbol de la primera divisió espanyola. Es internacional amb la selecció de fútbol de França.

## Carrera
Va debutar professionalment amb Le Havre. En la seva última temporada, va fer 35 aparicions a la Lliga 2. El 29 de juny de 2017 es va traslladar a Lió. El 26 d'agost va debutar a la Ligue 1 començant contra el Nantes. Va romandre a Lió durant dues temporades, fent 57 aparicions i 2 gols a la Lliga 1.
El 12 de juny de 2019 es va traslladar al Reial Madrid, amb el qual va signar un contracte fins al 30 de juny de 2025; segons els rumors de la premsa, el cost de la targeta seria igual a 48 milions més bonificacions. A Madrid es va imposar immediatament com a titular de l'ala esquerra gràcies a les seves excel·lents actuacions, tant que Marcelo va ser relegat a la banqueta.

## Palmarès

### Reial Madrid CF
- 2 Supercopes d'Europa: 2022, 2024[2]
- 2 Lligues de Campions: 2021–22, 2023-24[3]
- 3 Lligues espanyoles: 2019-20, 2021-22, 2023-24[4]
- 1 Copa del Rei: 2022-23[5]
- 3 Supercopes d'Espanya: 2019-20, 2021-22, 2024[6]